# Kreis Dunakeszi
Der Kreis Dunakeszi (ungarisch Dunakeszi járás) ist ein Kreis im Zentrum des mittelungarischen Komitats Pest. Er grenzt im Westen an den Kreis Szentendre, im Norden an den Kreis Vác und im Osten an den Kreis Gödöllő. Im Süden grenzt der Kreis an die Landeshauptstadt Budapest.

## Geschichte
Der Kreis entstand zur ungarischen Verwaltungsreform Anfang 2013 aus seinem Vorläufer, dem gleichnamigen Kleingebiet (ungarisch Dunakeszi kistérség). Hierbei wechselte die Gemeinde Mogyoród in den Kreis Gödöllő. Dafür kam die Gemeinde Csomád aus den Ende 2012 aufgelösten Kleingebiet Veresegyház.

## Gemeindeübersicht
Der Kreis Dunakeszi hat eine durchschnittliche Gemeindegröße von 20.408 Einwohnern auf einer Fläche von 26,32 Quadratkilometern. Der kleinste Kreis im Komitat Pest hat die höchste Bevölkerungsdichte aller ungarischen Kreise. Der Kreissitz befindet sich in der größten Stadt, Dunakeszi. Sie liegt im Südwesten des Kreises und tangiert auf etwa vier Kilometer die Landeshauptstadt Budapest.
| 4 Gemeinden     | Status   | Herkunft Kleingebiet | Einwohnerzahl | Einwohnerzahl | Einwohnerzahl | Fläche (km²) | Bevölkerungs- dichte (Ew./km²) |
| 4 Gemeinden     | Status   | Herkunft Kleingebiet | 01.10.2011    | 01.01.2013    | 01.01.2016    | 01.01.2016   | Bevölkerungs- dichte (Ew./km²) |
| --------------- | -------- | -------------------- | ------------- | ------------- | ------------- | ------------ | ------------------------------ |
| Csomád          | Gemeinde | Veresegyház          | 1.545         | 1.546         | 1.598         | 12,38        | 129,1                          |
| Dunakeszi       | Stadt    | Dunakeszi            | 40.545        | 40.441        | 42.467        | 31,06        | 1367,3                         |
| Fót             | Stadt    | Dunakeszi            | 19.068        | 18.927        | 19.216        | 37,40        | 513,8                          |
| Göd             | Stadt    | Dunakeszi            | 17.476        | 17.843        | 18.351        | 24,44        | 750,9                          |
| Kreis Dunakeszi |          |                      | 78.634        | 78.757        | 81.632        | 105,28       | 775,4                          |